# Atletismo nos Jogos Olímpicos de Verão de 2016 - Lançamento de martelo feminino

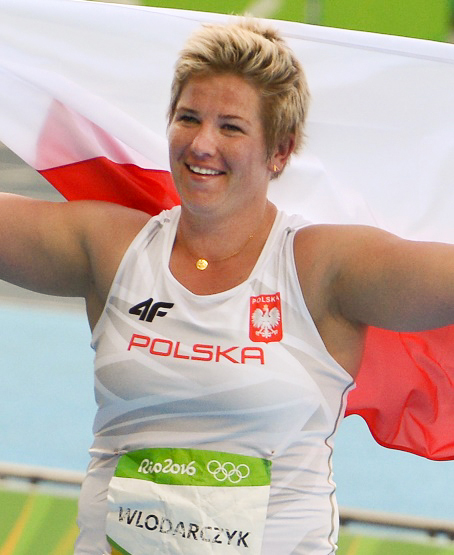
A polonesa Anita Włodarczyk, campeã olímpica e recordista mundial da prova.

A competição do lançamento de martelo feminino do atletismo nos Jogos Olímpicos de Verão de 2016 aconteceu entre os dias 12 e 15 de agosto no Estádio Olímpico.

## Calendário
Horário local (UTC-3).
| Data                          | Horário | Fase          |
| ----------------------------- | ------- | ------------- |
| Sexta, 12 de agosto de 2016   | 20:40   | Eliminatórias |
| Segunda, 15 de agosto de 2016 | 10:40   | Final         |

## Medalhistas
| Ouro   | POL Anita Włodarczyk |
| Prata  | CHN Zhang Wenxiu     |
| Bronze | GBR Sophie Hitchon   |

## Recordes
Antes desta competição, os recordes mundiais e olímpicos da prova eram os seguintes:
| Tipo | Atleta           | Marca   | Local        | Data                 |
| ---- | ---------------- | ------- | ------------ | -------------------- |
|      | Anita Włodarczyk | 81,08 m | Władysławowo | 1 de agosto de 2015  |
|      | Anita Włodarczyk | 77,60 m | Londres      | 11 de agosto de 2012 |

Os seguintes novos recordes foram estabelecidos durante esta competição:
| Data         | Prova | Atleta           | Nacionalidade | Distância | Recordes |
| ------------ | ----- | ---------------- | ------------- | --------- | -------- |
| 16 de agosto | Final | Anita Włodarczyk | Polónia       | 82,29 m   | ,        |

## Resultados

### Eliminatórias
Qualificação: 72,00 m (Q) ou os 12 melhores qualificados (q) avançam para as finais.
| Pos. | Grupo | Atleta                      | CON                 | #1    | #2    | #3    | Resultado | Notas |
| ---- | ----- | --------------------------- | ------------------- | ----- | ----- | ----- | --------- | ----- |
| 1    | A     | Anita Włodarczyk            | POL Polônia         | 76.93 | –     | –     | 76.93     | Q     |
| 2    | B     | Zhang Wenxiu                | CHN China           | x     | 70.72 | 73.58 | 73.58     | Q     |
| 3    | A     | Rosa Rodríguez              | VEN Venezuela       | x     | 69.34 | 72.41 | 72.41     | Q,    |
| 4    | B     | Joanna Fiodorow             | POL Polônia         | 71.77 | 71.59 | 69.29 | 71.77     | q     |
| 5    | A     | Zalina Marghieva            | MDA Moldávia        | 68.80 | 71.72 | 70.90 | 71.72     | q     |
| 6    | B     | Betty Heidler               | GER Alemanha        | 71.17 | 66.62 | 68.60 | 71.17     | q     |
| 7    | B     | Hanna Malyshik              | BLR Bielorrússia    | x     | 64.69 | 71.12 | 71.12     | q     |
| 8    | B     | Amber Campbell              | USA Estados Unidos  | 71.09 | x     | x     | 71.09     | q     |
| 9    | A     | DeAnna Price                | USA Estados Unidos  | 69.25 | 69.52 | 70.79 | 70.79     | q     |
| 10   | A     | Wang Zheng                  | CHN China           | 68.91 | 70.60 | x     | 70.60     | q     |
| 11   | B     | Sophie Hitchon              | GBR Grã-Bretanha    | x     | 70.37 | 68.68 | 70.37     | q     |
| 12   | A     | Alexandra Tavernier         | FRA França          | x     | 68.42 | 70.30 | 70.30     | q     |
| 13   | B     | Hanna Skydan                | AZE Azerbaijão      | 67.05 | 68.98 | 70.09 | 70.09     |       |
| 14   | A     | Gwen Berry                  | USA Estados Unidos  | 68.07 | x     | 69.90 | 69.90     |       |
| 15   | B     | Malwina Kopron              | POL Polônia         | 69.31 | 69.69 | x     | 69.69     |       |
| 16   | A     | Liu Tingting                | CHN China           | 67.40 | 69.14 | 63.35 | 69.14     |       |
| 17   | A     | Kateřina Šafránková         | CZE República Checa | 66.52 | 68.33 | 65.30 | 68.33     |       |
| 18   | B     | Kathrin Klaas               | GER Alemanha        | 67.92 | 64.89 | 67.01 | 67.92     |       |
| 19   | A     | Martina Hrašnová            | SVK Eslováquia      | 67.63 | 66.10 | 64.32 | 67.63     |       |
| 20   | A     | Alena Sobaleva              | BLR Bielorrússia    | x     | 66.71 | 67.06 | 67.06     |       |
| 21   | B     | Tuğçe Şahutoğlu             | TUR Turquia         | 65.47 | 67.05 | 61.92 | 67.05     |       |
| 22   | A     | Iryna Novozhylova           | UKR Ucrânia         | 66.70 | x     | 65.15 | 66.70     |       |
| 23   | A     | Heather Steacy              | CAN Canadá          | 66.01 | x     | 63.78 | 66.01     |       |
| 24   | B     | Marina Marghieva-Nichișenco | MDA Moldávia        | 65.19 | 63.82 | 65.10 | 65.19     |       |
| 25   | B     | Amy Sène                    | SEN Senegal         | 64.83 | x     | 60.91 | 64.83     |       |
| 26   | A     | Kıvılcım Kaya Salman        | TUR Turquia         | x     | x     | 64.79 | 64.79     |       |
| 27   | B     | Jennifer Dahlgren           | ARG Argentina       | 63.03 | x     | x     | 63.03     |       |
| 28   | B     | Iryna Klymets               | UKR Ucrânia         | 62.00 | x     | 62.75 | 62.75     |       |
| 29   | A     | Charlene Woitha             | GER Alemanha        | x     | x     | 62.50 | 62.50     |       |
| 30   | A     | Daina Levy                  | JAM Jamaica         | x     | 60.35 | x     | 60.35     |       |
| 31   | B     | Nataliya Zolotukhina        | UKR Ucrânia         | 56.60 | x     | 56.96 | 56.96     |       |
| 32   | B     | Yirisleydi Ford             | CUB Cuba            | 10.91 | x     | x     | 10.91     |       |

### Final
| Pos.              | Atleta              | CON                | #1    | #2    | #3    | #4          | #5          | #6          | Resultado | Notas                |
| ----------------- | ------------------- | ------------------ | ----- | ----- | ----- | ----------- | ----------- | ----------- | --------- | -------------------- |
| Medalha de ouro   | Anita Włodarczyk    | POL Polônia        | 76.35 | 80.40 | 82.29 | x           | 81.74       | 79.60       | 82.29     | Recorde mundial      |
| Medalha de prata  | Zhang Wenxiu        | CHN China          | 75.06 | 74.04 | 76.19 | 74.65       | 76.75       | 70.93       | 76.75     | Recorde da temporada |
| Medalha de bronze | Sophie Hitchon      | GBR Grã-Bretanha   | x     | 73.29 | 71.73 | 72.28       | 72.89       | 74.54       | 74.54     | Recorde nacional     |
| 4                 | Betty Heidler       | GER Alemanha       | 71.38 | 69.24 | 69.84 | 72.71       | 73.71       | x           | 73.71     |                      |
| 5                 | Zalina Marghieva    | MDA Moldávia       | 69.01 | x     | 72.38 | 73.50       | 72.96       | 70.24       | 73.50     |                      |
| 6                 | Amber Campbell      | USA Estados Unidos | 68.18 | 68.85 | 70.20 | 70.57       | 72.74       | 71.09       | 72.74     |                      |
| 7                 | Hanna Malyshik      | BLR Bielorrússia   | 66.58 | x     | 70.38 | 70.60       | 69.68       | 71.90       | 71.90     |                      |
| 8                 | DeAnna Price        | USA Estados Unidos | 68.12 | x     | 70.95 | x           | 61.95       | 69.18       | 70.95     |                      |
| 9                 | Joanna Fiodorow     | POL Polônia        | 69.87 | x     | 68.63 | Não avançou | Não avançou | Não avançou | 69.87     |                      |
| 10                | Rosa Rodríguez      | VEN Venezuela      | 67.94 | 66.87 | 69.26 | Não avançou | Não avançou | Não avançou | 69.26     |                      |
| 11                | Alexandra Tavernier | FRA França         | x     | 65.18 | x     | Não avançou | Não avançou | Não avançou | 65.18     |                      |
| –                 | Wang Zheng          | CHN China          | x     | x     | x     | Não avançou | Não avançou | Não avançou | NM        |                      |

Legenda
| Recorde mundial      | Recorde mundial (World record)               |                       | Recorde africano                      | Recorde africano (African) |                                           | Q | Classificado por posição (Qualified) |
| Recorde olímpico     | Recorde olímpico (Olympic record)            | Recorde da América    | Recorde da América (Americas)         | q                          | Classificado por melhor tempo (Qualified) |   |                                      |
| Melhor marca do ano  | Melhor marca do ano (World leading)          | Recorde asiático      | Recorde asiático (Asian)              | DNS                        | Não largou (Did not start)                |   |                                      |
| Recorde nacional     | Recorde nacional (National record)           | Recorde europeu       | Recorde europeu (European)            | DNF                        | Não terminou (Did not finish)             |   |                                      |
| Recorde pessoal      | Recorde pessoal do atleta (Personal best)    | Recorde da Oceania    | Recorde da Oceania (Oceania)          | DSQ / DQ                   | Desclassificado (Disqualified)            |   |                                      |
| Recorde da temporada | Recorde da temporada do atleta (Season best) | Recorde sul-americano | Recorde sul-americano (South America) | NM                         | Sem marca (No mark)                       |   |                                      |